# Rifargia valteria
Rifargia valteria är en fjärilsart som beskrevs av William Schaus 1939. Rifargia valteria ingår i släktet Rifargia och familjen tandspinnare. Inga underarter finns listade.